# Castillo de Dybäck
El Castillo de Dybäck (en sueco: Dybäcks slott) es una mansión en el municipio de Skurup en Escania,  Suecia. La propiedad era conocida desde el siglo XIV. La mansión es en realidad un complejo de varios edificios. La parte más antigua fue construida a finales del siglo XV. Se hicieron adiciones a mediados del siglo XVI. Las partes occidentales con la torre de la escalera fueron construidas en el siglo XVII.